# Tethymyia aptena
Tethymyia aptena (лат.) — вид комаров-звонцов из подсемейства Orthocladiinae. Встречается только на побережье Калифорнии. Единственный представитель рода Tethymyia.

## Описание
Мелкие комары с редуцированными крыльми. Жгутик усика 5—7 члениковый. Глаза округлые, покрыты волосками. Щупики 2-члениковые. Жужжальца редуцированы.
Личинки длиной до 5 мм. Усики 5-члениковые. Лаутерборновы органы располагаются до основания четвертого сегмента. Общая ширина четырех внутренних зубцов мандибул больше, чем длина вершинного зубца. Премандибулы с тремя зубцами (у близкого рода Thalassosmittia их 4). Ментум с четырьмя парами боковых зубцов. Параподы (ложные ножки) короткие и разделенные. Передние параподы с простыми и зазубренными коготками. На анальном сегменте имеются 2—3 короткие щетинки.

## Экология
Личинки живут в трубках на скалах приливно-отливной зоны. Взрослые комары появляются зимой. Они бегают по литоральным водорослям.